# 凌云路街道
凌云路街道是中国上海市徐汇区下辖的一个街道。面积3.58平方公里。户籍人口8.65万人（2024年）。

## 行政区划
凌云路街道下辖梅陇七村居委会、梅陇八村居委会、梅陇九村居委会、梅陇十村居委会、梅陇十一村第一居委会、梅陇十一村第二居委会、和平居委会、陇南居委会、梅苑第一居委会、梅苑第二居委会、龙州居委会、闵朱居委会、金塘居委会、华东理工大学第一居委会、华东理工大学第二居委会、舒乐居委会、家乐苑居委会、长陇苑居委会、闵秀居委会、兴荣苑居委会、书香苑居委会、华理苑居委会、梅陇三村居委会、梅陇四村居委会、梅陇五村居委会、梅陇六村居委会、凌云新村居委会、阳光居委会。